# Enrique Javier Díez Gutiérrez
Enrique Javier Díez Gutiérrez (La Virgen del Camino, 1 de diciembre de 1962) es ensayista y Catedrático de Universidad de la Facultad de Educación en la Universidad de León (España). Doctor en Ciencias de la Educación. Licenciado en Filosofía. Diplomado en Trabajo Social y Educación Social. Especialista en organización educativa, actualmente desarrolla su labor docente e investigadora en el campo de la Educación Intercultural, el género y la política educativa. Premio CODAPA 2023 de la Confederación Andaluza de AMPA por su defensa de la educación pública y la difusión de alternativas para construir una pedagogía inclusiva, democrática y del bien común.

## Biografía
Participante en movimientos sociales, se licenció en Filosofía y, posteriormente, en Trabajo Social en la Universidad Complutense de Madrid. Trabajó como educador social varios años en el barrio de Fuencarral, Madrid y como educador en centro de mujeres maltratadas de la Comunidad de Madrid. Se doctoró en Ciencias de la Educación con una tesis sobre la cultura organizativa, publicada en el año 1999 con el título La estrategia del caracol. El cambio cultural en una organización educativa centrada en un estudio de caso sobre el cambio cultural de un centro educativo de integración. A finales de los 90 regresa a su tierra, León donde trabaja como orientador en varios Institutos de Enseñanza Secundaria y como responsable de atención a la diversidad en la Dirección Provincial de Educación de León. En 1997 se incorpora como profesor a la Universidad de León. 

## Actividad
Además de su labor docente como Profesor de Universidad en la Facultad de Educación ha publicado varios libros de ensayo sobre pedagogía y política, además de colaborar en varias revistas y medios de comunicación como El País, la revista Diagonal, el periódico local Diario de León, Público, la revista El Viejo Topo y el sitio de Internet Rebelion.org. Como activista, participa actualmente en diferentes movimientos sociales, siendo Vicepresidente del Foro por la memoria de León, asociación que investiga, publica y trabaja en la recuperación de la memoria histórica; Secretario del Grupo de Hombres por la Igualdad de León (Prometeo), asociación que promueve la implicación de los hombres en la lucha por la igualdad y contra la violencia de género; Presidente estatal de Hombres por la Abolición de la Prostitución, asociación que denuncia la complicidad de los hombres en esta forma de violencia de género y proponen la solución sueca para la erradicación de esta explotación y esclavitud en la sociedad actual. Impulsor e integrante del colectivo de profesorado universitario Uni-Digna, por una Universidad al servicio del bien común y comprometida socialmente. Miembro del Foro de Sevilla, por otra política educativa. Miembro de Redes por una nueva política educativa, que agrupa a colectivos, movimientos, sindicatos, MRPs, federaciones de familias, partidos políticos, etc., que defienden una educación pública, laica y gratuita. Comprometido contra el denominado Proceso de Bolonia y la Estrategia Universidad 2015 ha participado en actividades críticas llevadas a cabo por los diferentes movimientos estudiantiles y sindicales contra su implantación. Fue también Coordinador del Área Federal de Educación de Izquierda Unida desde febrero de 2012 a mayo de 2021.

## Obras
Es autor de los siguientes libros: 
- Pedagogía del Decrecimiento. Educar para superar el capitalismo y aprender a vivir de forma justa con lo necesario. (2024). Barcelona: Octaedro. ISBN 9788419900920
- La memoria histórica democrática de las mujeres: Segunda República, Guerra y Exilio. Con Beatriz García. (2023). Madríd: Plaza y Valdés. ISBN 9788417121716
- Pedagogía Antifascista. Construir una educación inclusiva, democrática y del bien común frente al auge del fascismo y la xenofobia (2022). Barcelona: Octaedro. ISBN 9788419023773
- La historia silenciada. Unidades Didácticas de Recuperación de la Memoria Histórica Democrática. (2022) Madrid: Plaza y Valdés. ISBN 9788417121518
- Educación crítica e inclusiva para una sociedad postcapitalista (2021). Barcelona: Octaedro. ISBN  9788418615610
- La asignatura pendiente. La memoria histórica democrática en los libros de texto escolares (2020). Madrid: Plaza y Valdés. ISBN 978-84-17121-30-3
- La educación en venta (2020). Barcelona: Octaedro. ISBN 978-84-18083-10-5
- La revuelta educativa neocon (2019). Gijón: Trea. ISBN 978-84-17987-37-4
- Neoliberalismo Educativo. La construcción educativa del sujeto neoliberal (2018), Barcelona: Octaedro. ISBN 978-84-17219-23-9
- Educación Intercultural. Manual de Grado (2012), Málaga: Aljibe. ISBN 978-84-9700-705-4
- La Memoria Histórica en los libros de texto (2012), León: Foro por la Memoria y Mº Presidencia.
- Globalización y Educación Crítica (2009), Editorial Desde Abajo: Bogotá (Colombia)
- Prólogo de Las Multinacionales españolas en Colombia (2008), Bogotá (Colombia): Fundación FICA. ISBN 978-958-8239-26-5
- La Globalización neoliberal y sus repercusiones en la educación (2007), Barcelona: Editorial El Roure. ISBN 978-84-7976-034-2
- Evaluación de la cultura institucional en educación. Un enfoque cualitativo teórico-práctico (2006), Santiago de Chile (Chile): Arrayán Editores. ISBN 956-240-500-1
- La Organización Educativa. Estrategias de análisis e innovación, (2001), Sevilla: Ediversitas.  ISBN 84-978-95836-02-5
- La Estrategia del Caracol. El cambio cultural en una organización educativa, (1999), Barcelona: Oikos-Tau. ISBN 84-281-0956-7

También es coautor de: 
- Educación para el Bien Común. Hacia una práctica crítica, inclusiva y comprometida socialmente (2020). Barcelona: Octaedro. ISBN 978-84-18083-56-3
- La "polis" secuestrada: propuestas para una ciudad educadora. (2018). Gijón: Trea. ISBN: 978-84-17140-75-5
- La Educación que necesitamos. Escuela, Universidad e Investigación. Líneas básicas para un pacto por una educación republicana. (2016). Madrid: Akal. ISBN 978-84-96797-88-8
- Qué hacemos con la Universidad. (2013). Madrid: Akal. ISBN 978-84-460-3908-2
- Desvelando la historia. Fuentes históricas coloniales y postcoloniales en clave de género con Mary Nash. (2013). Granada: Comares. ISBN 978-84-9045-098-7
- Educación pública: de tod@s para tod@s. Las claves de la “marea verde”. (2013). Madrid: Bomarzo. ISBN 978-84-15000-92-1
- Qué hacemos con la educación. (2012). Madrid: Akal. ISBN 978-84-460-3729-3
- Foro de Sevilla. Manifiesto: Por otra política educativa. (2013). Madrid: Morata. ISBN 978-84-7112-707-5
- Decrecimiento y educación. (2010). En Taibo, Carlos. (Dir.). Decrecimientos. Sobre lo que hay que cambiar en la vida cotidiana (109-135). Madrid: Catarata. ISBN 978-84-8319-526-0
- Unidades Didácticas para la Recuperación de la Memoria Histórica (2009). León: Foro por la Memoria y Mº Presidencia. ISBN 978-84-691-8402-8
- Investigación desde la práctica. Guía didáctica para el análisis de los videojuegos (2008). Canarias: Instituto Canario de la Mujer. ISBN 84-688-9968-2
- La cultura de género en las organizaciones escolares. Motivaciones y obstáculos de acceso de la mujer a los puestos de dirección (2006). Barcelona: Octaedro. ISBN 84-8063-770-6
- La diferencia sexual en el análisis de los videojuegos (2004). Madrid: CIDE/Instituto de la Mujer. ISBN 84-688-9969-0

Ha participado en varios volúmenes colectivos entre los que destacan: 
- Educando la memoria de las jóvenes generaciones: el olvido escolar de la II República y de la barbarie franquista (2011). En Lomas, Carlos. (Coord.). Lecciones contra el olvido (Memoria de la educación y educación de la memoria) (225-258). Barcelona: Octaedro. ISBN 978-84-9921-134-3
- Políticas Educativas, Metaevaluación y Evaluación de Docentes: Discursos oficiales y prácticas reales (2007). En Niño Zafra, Libia Estela (Ed.). Políticas educativas. Evaluación y Metaevaluación (77-84). Bogotá (Colombia): Universidad Pedagógica Nacional. ISBN 978-978-958-8316-41-3
- Analise da violencia na adolescencia e programas de prevención (2007). En Méndez Lois, Mª José y Payo Negro, M.ª Jesús. Patróns educativos para a igualdade e oportunidades: axentes de socialización (229-236). Santiago de Compostela: Servicio Publicaciones Universidad Santiago de Compostela. ISBN 978-84-9750-805-6
- La educación intercultural y su aplicación en la práctica educativa (2007). En Jorge Gregório da Silva & María Lucimar de Sousa Lima (Coords.). Educação de Jovens e Adultos. Convivendo e Aprendendo com as Díferenças (219-255). Manaus (Brasil): MemVavMem. ISBN 85-7688-049-0 e ISBN 978-65-7686-049-3
- Construir la comunicación entre la familia y la escuela como una relación de confianza (2003). En ALFONSO, C. y otros. La participación de los padres y madres en la escuela (115-125). Barcelona: Graó. ISBN 84-7827-293-3

Ha producido y realizado diversos documentales sobre memoria histórica:
- La sombra de las ideas: Artistas víctimas de la represión franquista (2010)
- Mujeres en la II República: Constructoras de derechos y utopías (2009)
- Nanas sin Pan. Guímara: la represión colectiva de un pueblo (2008)
- Los campos del silencio: los presos republicanos en los campos de trabajo forzado del franquismo (2007)

### Libros recientes
- Pedagogía del Decrecimiento (2024)
- La Memoria Histórica Democrática de las Mujeres (2023)
- Pedagogía Antifascista (2022).
- La historia silenciada (2022).
- Educación crítica e inclusiva para una sociedad postcapitalista (2021).
- La asignatura pendiente. La memoria histórica democrática en los libros de texto escolares (2020).
- La educación en venta (2020).
- Educación para el Bien Común. Hacia una práctica crítica, inclusiva y comprometida socialmente (2020).
- La revuelta educativa neocon Archivado el 11 de agosto de 2020 en Wayback Machine. (2019).
- Neoliberalismo Educativo. La construcción educativa del sujeto neoliberal (2018)
- La "polis" secuestrada: propuestas para una ciudad educadora (2018)
- La Educación que necesitamos. Líneas básicas para un pacto por una educación republicana (2016)
- Qué hacemos con la Universidad (2013)
- Educación pública: de tod@s para tod@s. Las claves de la “marea verde” (2013)
- Qué hacemos con la educación (2012)
- Educación Intercultural. Manual de Grado (2012)
- La memoria histórica en los libros de texto (2012)
- Decrecimiento y Educación (2010)
- Unidades Didácticas para la Recuperación de la memoria histórica (2009)
- La Globalización neoliberal y sus repercusiones en la educación (2007)
- La diferencia sexual en el análisis de los videojuegos

### Artículos recientes
- Artículos en el periódico El País
- Artículos en el periódico Público
- Artículos educativos en el periódico digital El Diario de la Educación
- ¿Tienen sentido hoy los conciertos educativos? (El Diario de la Educación. 15/09/2016). Artículo sobre política educativa en España.
- "Se busca padrino para estudiante pobre" (El País. 07/09/2013). Artículo sobre iniciativa "caritativa" de algunas universidades.
- "El talento de Mr. Wert" (El País. 10/06/2013). Artículo sobre la ideología del ministro Wert.
- "Redes sociales y revolución" (Le Monde Diplomatique, n.º 206, 23/12/2012). Artículo sobre el papel de las redes sociales en la revolución.
- "La contrarreforma neofranquista de Wert" (El País. 06/09/2012). Artículo sobre la LOMCE.
- "Las reformas ‘neocon’ de Wert: ‘educación de desastre’" (El País. 27/05/2012). Artículo sobre las reformas del PP.
- "Rescatar a los bancos del 1%, no a los Ayuntamientos del 99%" (El País. 28/04/2012). Artículo sobre el decreto de “ajustazo municipal” del PP.
- "La educación del PP" (El País. 01/03/2012). Artículo sobre la concepción educativa del PP.
- “Hacer caja: el lema de nuestra nueva Universidad” (Diario de León. 26/01/2012). Artículo sobre la mercantilización de la Universidad.
- “Mala educación: el futuro en juego” (Diario de León. 17/09/2011). Artículo de opinión sobre los recortes en la educación pública.
- “Otro pacto educativo es posible” (Le Monde Diplomatique. 1/06/2010). Artículo de opinión sobre la propuesta de pacto educativo en España.
- "La prostitución como violencia de género" (enlace roto disponible en Internet Archive; véase el historial, la primera versión y la última). (Diario de León. 19/09/2009). Artículo de opinión sobre el fenómeno de la prostitución desde una perspectiva abolicionista.
- "Estudiantes 2.0 en unos colegios 0.7" (Diagonal. 11/06/2009). Artículo de opinión sobre la implantación de nuevas tecnologías en el mundo educativo.
- "La triple crisis" (Diagonal. 05/05/2009). Artículo de opinión que analiza la crisis económica, financiera y ecológica que vivimos.
- "Bolonia o el capitalismo académico" (Público. 27/03/2009). Artículo de análisis sobre la implantación del Espacio Europeo de Educación Superior en la Universidad.
- "El nuevo ‘sentido común’" (Diagonal. 02/04/2009. Artículo de opinión sobre la progresiva privatización y desmantelamiento del sistema de educación público.

### Documentales recientes
- La sombra de las ideas: “Artistas víctimas de la represión franquista”
- Los campos del silencio: los presos republicanos en los campos de trabajo forzado del franquismo

- Wikimedia Commons alberga una categoría multimedia sobre Enrique Javier Díez Gutiérrez.

- Datos: Q5833452